# (43850) 1993 SB14
1993 أس بي 14 (ويعرف أيضًا باسم (43850) 1993 أس بي 14 وفق تسمية الكوكب الصغير) (بالإنجليزية: 1993 SB14)‏ هو كويكب ضمن حزام الكويكبات؛ وترتيبه 43850 من حيث الاكتشاف.
اكتُشف هذا الجُرم الفلكي بواسطة إيريك والتر إلست في 16 سبتمبر 1993.

## وصلات خارجية
- (43850) 1993 SB14 في قاعدة بيانات مختبر الدفع النفاث لأجرام النظام الشمسي الصغيرة

- الاكتشاف · مخطط المدار ·  العناصر المدارية · المعلمات المادية

- (43850) 1993 SB14 على موقع ويكي سكاي: DSS2, SDSS, GALEX, IRAS, Hydrogen α, X-Ray, Astrophoto, Sky Map, Articles and images